# Lonicera maackii
Lonicera maackii también denominada  Madreselva de Maack o  Clemátide de Maackes una especie de planta de flores con propiedades mielíferas, perteneciente a la familia Caprifoliaceae, es una madreselva nativa del Asia   templada en el norte y el oeste de China (al sur de Yunnan), Mongolia, Japón (centro y norte de Honshū, raro), Corea, y el sureste de Rusia (Krai de Primorie).
Está catalogado como una de las especies amenazadas en Japón. Se ha escapado de cultivo y se convierten en naturalizada en Nueva Zelanda y al este de Estados Unidos; en los bosques de este último, se ha convertido en una importante especies invasoras.

## Descripción
Es un arbusto caduco que alcanza los 6 metros de altura,  con tallos de hasta 10 centímetros de diámetro.
Las hojas son opuestas, ovales de  5-9 cm de longitud y 2.4 cm de ancho, con un margen entero, y con al menos algunos pelos ásperos en ellos.
Las flores se producen en pares, comúnmente con varios pares agrupadas en racimos; son 2 cm de largo, de dos labios, blancas que más tarde se vuelven anaranjado amarillo o de color claro; floración es desde mediados de primavera hasta principios de verano.
El fruto es una baya translúcida de color rojo de al menos 1 cm de diámetro.

## Taxonomía
Lonicera maackii fue descrita por (Rupr.) Maxim. y publicado en Prodromus Systematis Naturalis Regni Vegetabilis 4: 333. 1859.
Etimología
El término madreselva se ha usado durante mucho tiempo para designar a las especies integrantes del género Lonicera, aunque este apelativo se aplicó primeramente para designar a la especie Lonicera caprifolium  L., planta sarmentosa que se encuentra en los bosques europeos.
El término Lonicera fue usado por primera vez por Linneo en el 1753 adaptando al latín el apellido "Lonitzer", en honor del botánico Lonitzer (1528-1586), médico que ejerció en Fráncfort.
maackii: epíteto latino que significa "de Mack" por Richard Maack un  naturalista ruso del siglo XIX.
Sinonimia
- Xylosteon maackii Rupr. Steud.[9]

Algunas especímenes en el "Lonicera maackii".

Detalles
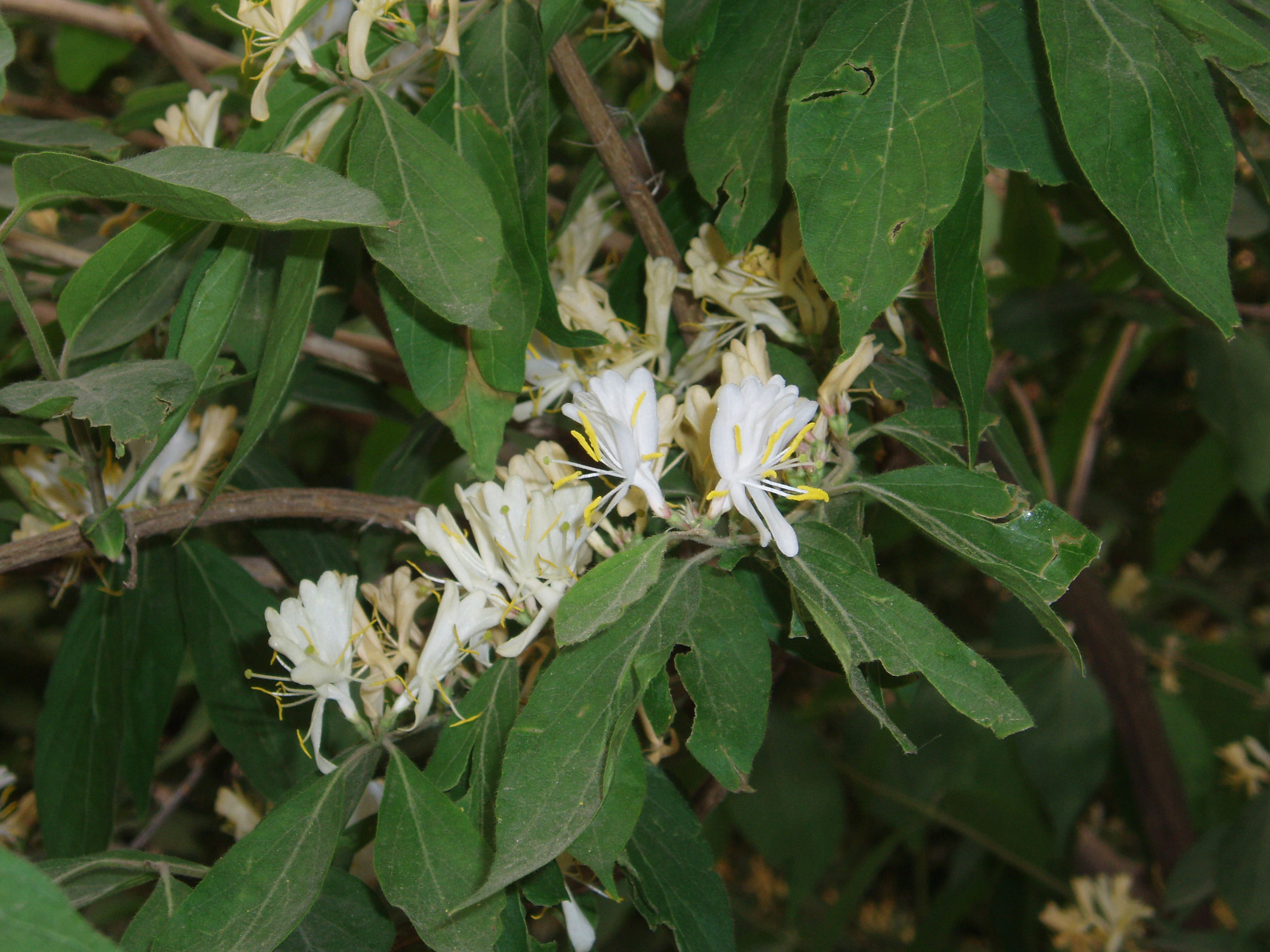
Flores de la madreselva de Maack
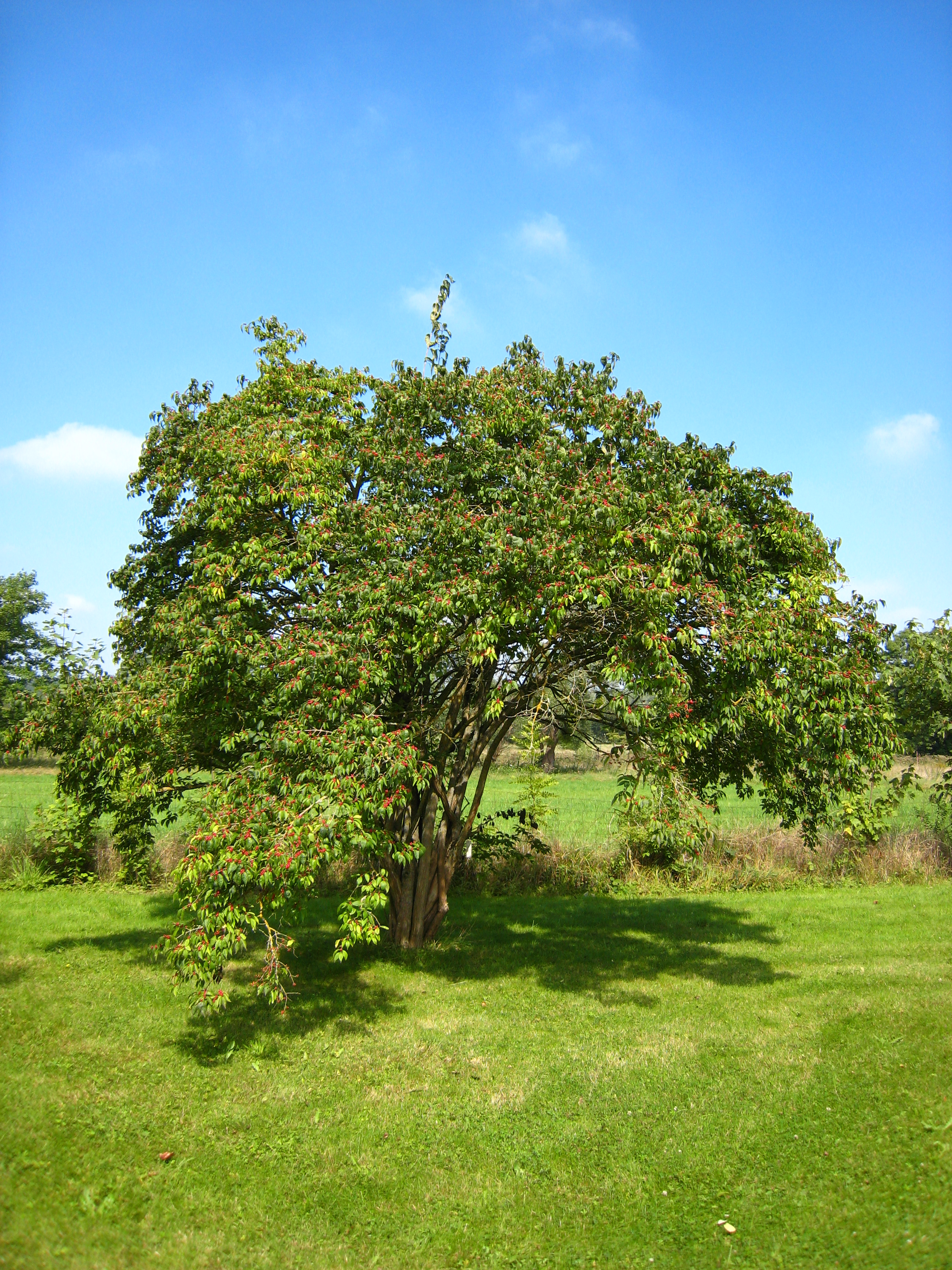
Arboretum de Chèvreloup, Rocquencourt
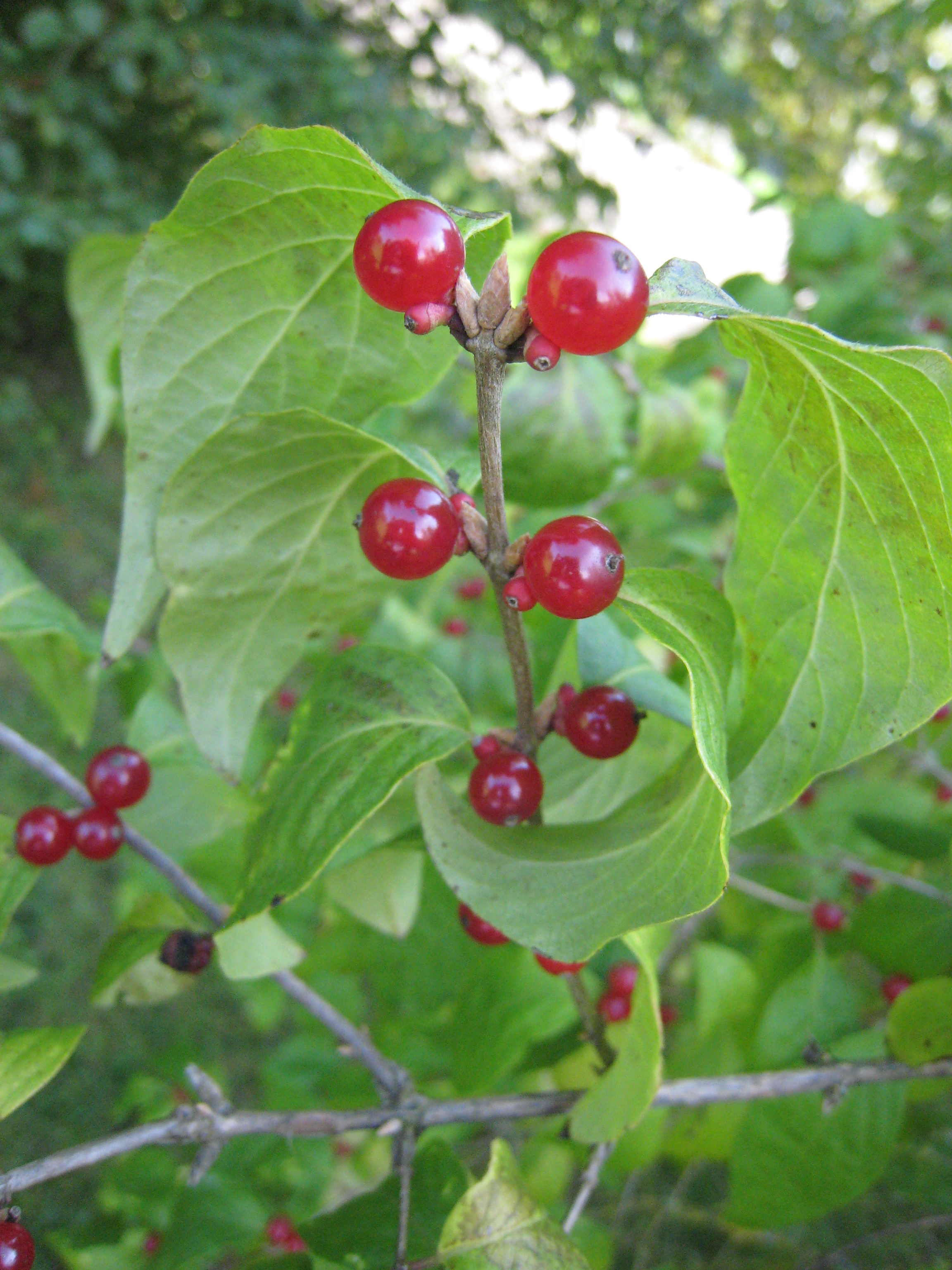
Frutos de la madreselva de Maack
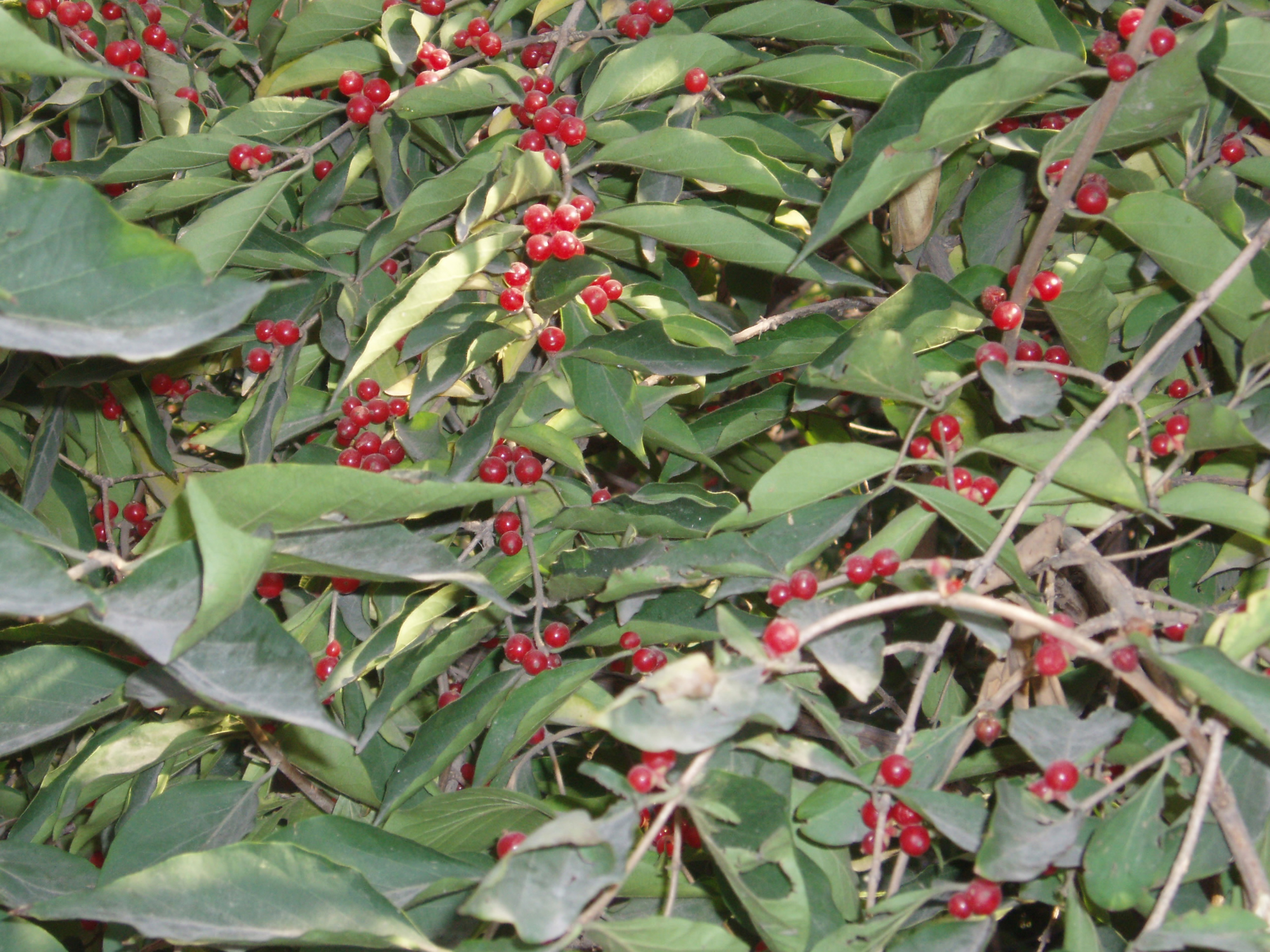
Hojas y frutos en otoño.